# Movimiento de la Diosa

Una versión del símbolo de la Diosa Espiral del moderno neopaganismo

El movimiento de la Diosa es una tendencia general en las creencias o prácticas religiosas o espirituales que surgieron de la segunda ola feminista, sobre todo en América del Norte, Europa Occidental, Australia y Nueva Zelanda en la década de 1970. 

## Características
De acuerdo a los partidarios y partidarias de este movimiento, al ser la sociedad estimulada por siglos de religiones organizadas dominadas por los varones (o por adorar a una deidad suprema mencionada por pronombres masculinos, como "él"), algunas mujeres y varones decidieron buscar y abrazaron la idea de un culto a una deidad femenina como deidad principal; ya que un culto con estas características estaría más de acuerdo con las creencias feministas tradicionales y el poder mostrar el valor inherente de la mujer a través de la creencia religiosa. Un tema unificador del movimiento fue el de postular que el género de una deidad caracterizaría un sesgo político de género dentro de la religión; ya que una religión que adora como deidad principal a una Diosa seria considerada matriarcal y en cambio una religión que adora a un "Dios" sería considerado patriarcal dentro de la doctrina de este movimiento.

## Literatura relacionada
- La diosa hebrea, libro;
- When God Was a Woman, Cuando dios era una mujer, libro;

## Véase también

El símbolo lunar de la Triple Diosa